# Erik Trolle (1901–1981)
Erik Gustaf Nils Trolle, född den 14 augusti 1901 i Stockholm, död den 3 april 1981, var en svensk godsägare.

## Biografi
Trolle var son till riksmarskalken Eric Trolle och Alice Trolle. Han avlade studentexamen 1920 och diplomerades från Handelshögskolan i Stockholm 1924. Trolle var privatsekreterare hos svenske ministern i Washington, D.C. 1925, tillträdde Fulltofta gods 1926 och blev kammarherre 1931.
Han var ordförande i kommunalstämman i Fulltofta, kommunfullmäktige, kristidsnämnden, Fulltofta med flera socknars fattigvårdsförbund, valnämnden, Hörby bränn:förening, nämndeman, vice ordförande och vice verkställande direktör i Frosta härads sparbank, kyrkovärd och var suppleant i styrelsen för Skånska hypoteksföreningen. Trolle var ordförande i Frosta härads hembygdsförening 1952-1956.
Från 1967 var Trolle bosatt i Sabaudia i mellersta Italien.

## Familj
Trolle gifte sig 1927 med grevinnan Elsa Wachtmeister af Johannishus (1902-1992). Han var far till:
- Wiveka (1928-1985), gift 1948-1953 med godsägare Carl-Erik Stiernswärd (1923-1993)[4] och från 1954 med greve Otto Thott (1917-1980).[5]
- Carl-Axel (1934-1997), lantmästare.
- Birgitta (1937-2006), motorsportpionjär.[1]

Trolle avled 1981 och gravsattes på Fulltofta kyrkogård.

## Utmärkelser
- Konung Gustaf V:s jubileumsminnestecken med anledning av 90-årsdagen 1948 (GV:sJmtII)[1]
- Riddare av Vasaorden (RVO)
- Riddare av Johanniterorden (RJohO)